# سليك واتس
سليك واتس (بالإنجليزية: Slick Watts)‏ مواليد 22 يوليو 1951 في رولينغ فورك، هو لاعب كرة سلة أمريكي سابق بدأ مسيرته الاحترافية في سنة 1973 وحمل الرقم 13 و00 و14. بلغ طوله 6 قدم 1 بوصة (1.9 م). اعتزل اللعب في 1979.

## فرق لعب لها
- يوتاه جاز
- هيوستن روكتس

## روابط خارجية
- سليك واتس على موقع إن بي أي (الإنجليزية)
- سليك واتس على موقع سبورتس رفرنس (الإنجليزية)
- سليك واتس على موقع ريلجم (الإنجليزية)
- سليك واتس على موقع بروبوليرز (الإنجليزية)